# Cynthia Denzler
Cynthia "Cici" Jennifer Denzler (Santa Ana, California, 12 de mayo de 1983) es una deportista estadounidense quien también tiene nacionalidad colombiana y suiza, destacada en la modalidad de esquí alpino. Fue la abanderada de Colombia en los Juegos Olímpicos de Vancouver 2010, siendo la primera vez que este país envía representantes a unos Juegos Olímpicos de Invierno.

## Trayectoria
Denzler nació en Estados Unidos, hija de inmigrantes suizos, lo que le da inmediatamente ambas nacionalidades. Comenzó a practicar el esquí alpino a los cuatro años de edad  y debutó internacionalmente como esquiadora profesional en 1998. Su padre, quien también la entrenó en este deporte, se trasladó a vivir a Colombia en el año 2000, donde instaló una empresa de confección de ropa adquiriendo la nacionalidad colombiana, la cual también hizo extensiva a su hija otorgándole una tercera nacionalidad, una situación poco usual.

### Juegos Olímpicos de Invierno
Fue nombrada por el Comité Olímpico Colombiano (COC) como abanderada de la delegación nacional en los Juegos Olímpicos de Vancouver 2010 y única representante nacional en las justas, siendo la primera vez que el COC envía deportistas a unos Juegos Olímpicos de Invierno.